# Jérémy Bonder
Jérémy Bonder (* 15. července 1991) je francouzský reprezentant ve sportovním lezení, mistr Francie v boulderingu.

## Výkony a ocenění
- 2014: stříbro na Rock Masteru v Arcu, mistr Francie
- 2015: mistr Francie
- 2016: stříbro na Rock Masteru v Arcu

### Závodní výsledky
| Arco Rock Master | Arco Rock Master | Arco Rock Master |
| Rok              | 2014             | 2016             |
| ---------------- | ---------------- | ---------------- |
| Bouldering       | 2                | 2                |

| Světový pohár       | Světový pohár | Světový pohár | Světový pohár | Světový pohár    | Světový pohár | Světový pohár   | Světový pohár | Světový pohár |
| Rok                 | 2011          | 2012          | 2013          | 2014             | 2015          | 2016            | 2017          | 2018          |
| ------------------- | ------------- | ------------- | ------------- | ---------------- | ------------- | --------------- | ------------- | ------------- |
| Lezení na obtížnost | 0             | 0             | 0             | 0                | 0             | 0               | 54            | 57            |
| jednotlivě*         |               |               |               |                  |               |                 |               | ,58,30,       |
|                     |               |               |               |                  |               |                 |               |               |
| Bouldering          | 45            | 19            | 17            | 7                | 10            | 8               | 27            | —             |
| jednotlivě*         |               |               |               | Bronzová medaile |               | 7,-,-,6,10,4,13 |               | —             |
|                     |               |               |               |                  |               |                 |               |               |
| Kombinace           | —             | —             | —             | —                | —             | —               | 74            |               |

* poznámka: nalevo jsou poslední závody v roce
| Mistrovství Francie | Mistrovství Francie | Mistrovství Francie | Mistrovství Francie | Mistrovství Francie |
| Rok                 | 2014                | 2015                | 2017                | 2018                |
| ------------------- | ------------------- | ------------------- | ------------------- | ------------------- |
| Obtížnost           |                     |                     | —                   | 5-7                 |
| Bouldering          | 1                   | 1                   | 15                  | 10                  |